# Ministero del bilancio e della programmazione economica
Il Ministero del bilancio e della programmazione economica (Ministero del bilancio fino al 1967) è stato un dicastero della Repubblica Italiana, soppresso nel 1997.

## Storia

### Istituzione e attribuzioni
Il Ministero del bilancio fu istituito con decreto legislativo del Capo provvisorio dello Stato 407/1947. Esso era costituito da due Direzioni generali, la Direzione generale per le entrate e la Direzione generale per le spese.
Il Ministero del bilancio assunse poi la denominazione di Ministero del bilancio e della programmazione economica con la legge 48/1967, che, tra l'altro, provvide a disciplinare analiticamente le attribuzioni del Ministro. Per quanto riguarda la materia del bilancio, il Ministro:
- collaborava con il Ministro del tesoro all'impostazione generale del bilancio di previsione in vista delle finalità generali della programmazione economica, sull'amministrazione del patrimonio e sulla contabilità generale dello Stato;
- presentava al Parlamento, con il Ministro del tesoro, entro il mese di marzo, la Relazione generale sulla situazione economica del Paese per l'anno precedente e, entro il mese di settembre, la Relazione previsionale e programmatica per l'anno successivo;
- entro il primo giorno non festivo di ottobre, riferiva al Parlamento la situazione economico-finanziaria;
- dava il proprio concerto ai Ministri interessati per la presentazione dei provvedimenti legislativi che avessero comportato autorizzazione di spese correnti o in conto capitale per un importo superiore ad un miliardo di lire, oppure poste a carico di più esercizi finanziari, qualunque ne fosse l'ammontare, nonché alla presentazione dei provvedimenti legislativi che avessero comportato diminuzione di entrate, istituzione di nuovi tributi, modificazioni nei riguardi dei tributi vigenti.

Per quanto riguardava la materia della programmazione economica, il Ministro:
- provvedeva, con i criteri e le modalità stabiliti dalla legge sulle procedure della programmazione economica, all'elaborazione dello schema di programma economico nazionale da sottoporre alle deliberazioni del Consiglio dei Ministri, sentito il parere del CNEL;
- partecipava con il Presidente del Consiglio dei Ministri, di concerto con i Ministri interessati, alla presentazione al Parlamento del disegno di legge di approvazione del programma economico nazionale;
- dava parere preventivo ai disegni di legge e agli atti aventi forza di legge rilevanti ai fini del programma economico nazionale, nonché alle variazioni di bilancio e, informandone il Presidente del Consiglio dei Ministri agli effetti del coordinamento, promuoveva le iniziative necessarie per l'attuazione del programma stesso e verificava la rispondenza dei piani esecutivi dei vari Ministeri alle direttive del programma;
- riferiva periodicamente al Presidente del Consiglio dei Ministri e al CIPE sull'attuazione del programma.

### Struttura ministeriale
La legge provvedeva inoltre a riformare la struttura del dicastero. Secondo tale disciplina, il Ministero del bilancio e della programmazione economica esercitava i compiti ad esso demandati mediante i seguenti uffici:
- Segreteria della programmazione;
- Direzione generale per l'attuazione della programmazione economica;
- Direzione per gli affari generali.

Veniva inoltre costituita presso il Ministero del bilancio e della programmazione economica una Commissione consultiva interministeriale per l'esame dei problemi pertinenti alle varie Amministrazioni in materia di programmazione. Detta Commissione era presieduta dal Ministro e comprendeva il segretario della programmazione, il direttore generale per l'attuazione della programmazione economica e rappresentanti della Presidenza del Consiglio dei Ministri e di ciascun Ministero.

### Soppressione e accorpamento
Nel 1996, con il governo Prodi I, il Ministro del bilancio e della programmazione economica venne a coincidere con il Ministro del tesoro nella persona di Carlo Azeglio Ciampi. Il Ministero del bilancio e della programmazione e il Ministero del tesoro confluirono definitivamente in un'unica struttura ministeriale con la legge 94/1997, istitutiva del Ministero del tesoro, del bilancio e della programmazione economica, operativo dal 1º gennaio 1998.
Il Ministero fu infine soppresso con la legge 300/1999, che ne dispose la fusione con il Ministero delle finanze per costituire il Ministero dell'economia e delle finanze, operativo dal 2001.